# الجدل حول حكم مبارك

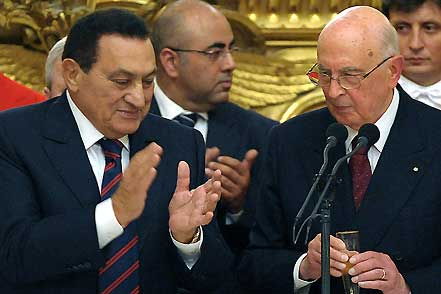
مبارك مع الرئيس الإيطالي جورجيو نابوليتانو

أعيد انتخاب حسني مبارك رئيساً للجمهورية خلال استفتاء على الرئاسة في أعوام 1987 و1993 و1999 و2005 لخمس فترات متتالية وطالب الكثيرون بتعديل الدستور ليسمح بتعدد المرشحين لرئاسة الجمهورية وأن يصبح الانتخاب المباشر عوضا عن الاستفتاء؛ وبذلك تكون فترة حكمه من أطول فترات الحكم في المنطقة العربية ، في فبراير 2005 دعا حسني مبارك إلي تعديل المادة 76 من الدستور المصري والتي تنظم كيفية اختيار رئيس للجمهورية وتم التصويت في مجلس الشعب لصالح هذا التعديل الدستوري الذي جعل رئاسة الجمهورية بالانتخاب المباشر لأول مرة في مصر من قبل المواطنين وليس بالاستفتاء كما كان متبعاً في السابق. وُجهت إليه انتقادات من قبل حركات معارضة سياسية في مصر مثل كفاية لتمسكه بالحكم خاصة قبل التجديد الأخير للدستور الذي شهد انتخابات بين عدد من المرشحين لأول مرة (أبرزهم أيمن نور ونعمان جمعة) وصفت من قبل الحكومة المصرية بالنزاهة ومن قبل بعض قوى المعارضة بالمسرحية الهزلية المقصود بها إرضاء بعض القوى الخارجية.
ومن الناحية الاقتصادية يعتقد البعض أن حسني مبارك لم يستطع أن يحقق ما كان يعد به دائماً من تحقيق الاستقرار الاقتصادي وحماية محدودي الدخل بل ظل الاقتصاد يعاني حتى الآن من مشاكل كبيرة وخاصة بعد تبنيه عمليات الخصخصة التي أثير حولها الكثير من الشكوك والمشاكل من حيث عدم جدواها وإهدارها للمال العام. وأنها كانت في صالح المستثمرين وأصحاب رؤوس الأموال فقط. كما أنه لم يستطع تحقيق معدلات معقولة من نسبة البطالة للبلد ويرجع هذا السبب إلى السبب الأولي بجانب تحكم عدد قليل من أصحاب رؤوس الأموال في مقدَّرات البلد، بالرغم من هذا فإن مصر احتلت مركزاً متقدماً في منطقة الشرق الأوسط وشمال أفريقيا في جذب رؤوس الأموال الأجنبية للاستثمار المباشر في 2007.
شهد عصره تزايد الإضرابات العمالية وانتشار ظاهرة التعذيب في مراكز الشرطة، واستفحال ظاهرة العنف ضد المرأة.، وازداد عدد المعتقلين في السجون، إذ وصل عدد المعتقلين السياسيين إلى ما يقرب من ثمانية عشر ألف معتقل إداري ، وحسب تقدير ورد في كتاب من تأليف الصحفي عبد الحليم قنديل وصل عدد العاملين في أجهزة الأمن المصرية «1.7 مليون ضابط وجندي ومخبر، وهو ما يعني أن هناك عسكرياً لكل 37 مواطناً مصرياً» حسب الكتاب. وفي عصره تزايد عدد الفقراء حيث أشار تقرير نشر في فبراير 2008 أن «11 مليون مواطن يعيشون في 961 منطقة عشوائية»، وتفاقمت الأزمة الاقتصادية على إثر بعض السياسات الاقتصادية ، ويتحكم 2% من المصريين في 40% من جملة الدخل القومي وقد اتخذت الأزمة الاقتصادية في عهده منعطفاً خطيرا بعد عام 1998، إذ زاد معدلات التضخم بصورة ضخمة في هذا العام وتضاعفت الأسعار بسبب قرار اتخذه رئيس الوزراء وقتها عاطف عبيد بتحرير سعر الدولار.
ومنذ توليه الرئاسة ظل تطبيق قوانين الطوارئ سارياً إلى الآن.
في مايو 2007 عارض الرئيس مبارك بشدة مشروع مفترض لبناء جسر بري يربط مصر والسعودية عبر جزيرة تيران في خليج العقبة بين رأس حميد في تبوك شمال السعودية، ومنتجع شرم الشيخ المصري  لتسيير حركة تنقل الحجاج ونقل البضائع بين البلدين ولكن الرئيس رفض حتي لا يؤثر علي المنتجعات السياحية في مدينة شرم الشيخ 

## مبارك والفساد
انخفضت نسبة دعم مبارك بشكل كبير مع وجود أخبار تشير أن ابنه علاء وابنه جمال كانا يُفضَّلان ويُحبَّذان في المناقصات الحكومية والخصخصة. ومع تملك كلا ابنيه لحصص في عدد كبير من الشركات والمشاريع الصغيرة بشكل مباشر وغير مباشر، فإن فساد نظام مبارك جر سلسلة من قضايا الفساد في صفوف حكومته من الموظفين الحكوميين الصغار.
بينما كان في منصبه، والفساد السياسي في إدارة الرئيس مبارك وزارة الداخلية قد ارتفعت بشكل كبير، نتيجة لزيادة القوة على النظام المؤسسي الذي هو ضروري لضمان الرئاسة لفترات طويلة. مثل هذا الفساد الذي أدى إلى السجن المتكرر لعدد من الشخصيات السياسية والناشطين الشباب من دون محاكمة وقانونية الاحتجاز غير الشرعية، والسرية والغير موثقة أو حتى معلن عنها، ورفض التوظيف في الجامعات والمساجد والصحف بناء على الميول السياسية للمتقدمين على مستوى الأفراد، وربما لكل موظف على حدة، وانتهاك خصوصية المواطنين في منطقتهم، وذلك باستخدام عمليات الاعتقال من دون شروط، عمليات التعذيب والتعسف في استعمال السلطة، وهذا يتوقف على مجرد القوة الغاشمة، بدلاً من القانون، لفرض النظام في المنطقة بواسطة الضابط المعين. وقد أدى ذلك إلى الاعتقاد الشائع بأن «شرطي هو أكثر خطورة من ألف مجرم». ارتفاع عدد القتلى لصالح السلطة من رجال الأعمال الأكثر نفوذاً في الحزب الوطني في الحكومة الاتحادية ومجلس الشعب أدى إلى موجات ضخمة من الغضب خلال السنوات من حكومة الدكتور أحمد نظيف. نتيجة لذلك، ولتمرير مشاريع القوانين بشكل متكرر، مع المحتكرين (مثل أحمد عز) فقد كان تأثير العامل الشريك في المصالح الشخصية والمالية بدلا من الجمهور. (منظمة الشفافية الدولية) هي منظمة دولية للتصدي للفساد، بما في ذلك على سبيل المثال لا الحصر، والفساد السياسي. في عام 2008، منظمة الشفافية الدولية أصدرت تقرير مؤشر مدركات الفساد المقررة في مصر برصيد مؤشر سعر المستهلك بنسبة 2.8، على أساس تصورات لدرجة الفساد من رجال الأعمال والمحللين في كل دولة، وامتناع 10 نظيف جدا ويجري حاليا 0 فاسد جدا. احتلت مصر المرتبة 115 من أصل 180 دولة مدرجة في التقرير. حسب تصنيف مجلة باردي الأمريكية يعتبر مبارك الديكتاتور رقم 20 الأسوأ على مستوى العالم لعام 2009 بينما حل في المركز السابع عشر في عام 2008 لنفس القائمة.

## مبارك وثورة 25 يناير
ثورة 25 يناير هي ثورة شعبية لإسقاط النظام الحاكم في مصر أو كما يقول البعض مؤامرة خارجية وأن الثورة بدايتها تدخل أجنبي عززتها القوة الثورية للشعب وكان هناك عدة اشتباكات بما أدى إلى سقوط قتلي وجرحي وقد ظهر فيها الرئيس المصري حسني مبارك بالتردد في قراراته والتأخير في إصدارها بما أدي إلي زيادة الرفض الشعبي اتجاهه. قدم الرئيس المصري استقالته بعد أن قام المتظاهرون بحصار مبني التليفزيون ومجلس الشعب والشوري وقصر العروبة ومجمع التحرير وكان بيان الاستقالة عن طريق نائبه عمر سليمان فيه وقال: «بسم الله الرحمن الرحيم، أيها الإخوة المواطنون، في ظل هذه الظروف العصيبة التي تمر بها البلاد قرر الرئيس محمد حسني مبارك تخليه عن منصب رئيس الجمهورية وكلف المجلس الأعلى للقوات المسلحة بإدارة شؤون البلاد. والله الموفق والمستعان».